# 卫东街道 (大兴安岭地区)
卫东街道是中华人民共和国黑龙江省大兴安岭地区加格达奇区下辖的一个街道办事处。

## 行政区划
卫东街道下辖以下村级行政区划单位：
北秀社区和九千三社区。